# HMS Crusader (1931)
HMS Crusader – brytyjski niszczyciel typu C (kanadyjski typ River). Zbudowany dla Royal Navy na początku lat 30. XX wieku, służył w Home Fleet i Mediterranean Fleet. W 1936 roku pełnił służbę na hiszpańskich wodach w ramach patroli neutralności wprowadzonych przez Wielką Brytanię i Francję w czasie wojny domowej w Hiszpanii. „Crusader” został sprzedany kanadyjskiej marynarce wojennej w 1938 roku i przemianowany na HMCS Ottawa. Początkowo był przydzielony do służby na pacyficznym wybrzeżu Kanady, lecz trzy miesiące po wybuchu II wojny światowej przeszedł na Atlantyk. Pełnił służbę eskortową w konwojach atlantyckich. W listopadzie 1941 roku wraz z brytyjskim niszczycielem zatopił włoski okręt podwodny na północnym Atlantyku. 14 września 1942 roku został zatopiony przez niemiecki okręt podwodny U-91.

## Projekt i budowa
„Crusadera” zamówiono 15 lipca 1930 roku jako część 1929 Naval Programme. Stępkę położono 12 września 1930 roku w stoczni Portsmouth Dockyard. Zwodowano go 30 września 1931 roku, budowę ukończono 2 maja 1932 roku. Był drugim okrętem noszącym tę nazwę. Okręt miał wyporność standardową 1375 długich ton (1397 ton metrycznych). Długość całkowita okrętu wynosiła 100,3 m, szerokość 10,1 m, zanurzenie zaś 3,8 m. Napęd stanowiły przekładniowe turbiny parowe systemu Parsonsa napędzające dwie śruby napędowe. Układ ten generował razem moc 36 000 shp i rozpędzał okręt do prędkości maksymalnej 36 węzłów. Parę dla turbin zapewniały trzy zestawy kotłów Admiralicji. Zapas paliwa płynnego wynosił 473 długie tony (481 t), co zapewniało zasięg 5500 mil morskich przy prędkości 15 węzłów. Załoga okrętu składała się z 145 oficerów i marynarzy.
Jednostka wyposażona była w 4 działa kal. 120 mm na pojedynczych podstawach (oznaczenia 'A', 'B', 'X' i 'Y' w kierunku od dziobu do rufy). Do zwalczania celów powietrznych jednostkę wyposażono w jedną armatę kal. 76 mm umieszczoną pomiędzy kominami oraz dwie armaty kal. 40 mm. Działo kal. 76 mm zostało usunięte w 1936 roku, a w jej miejsce przeniesiono działka kal. 40 mm. Okręt był uzbrojony w dwie poczwórne wyrzutnie torpedowe kal. 533 mm. Na pokładzie zamontowano także trzy zrzutnie bomb głębinowych, każda z zapasem dwóch bomb. Po rozpoczęciu II wojny światowej zapas zwiększono do 33 bomb i zamontowano miotacze bomb głębinowych.

## Służba

### Pod banderą brytyjską
„Crusader” został początkowo przydzielony do 2. Flotylli Niszczycieli Home Fleet i pozostawał przydzielony do tej formacji przez kolejne cztery lata. Pierwszy remont przeszedł w bazie Portsmouth w okresie 30 lipca – 4 września 1934 roku. Po włoskiej inwazji na Abisynię w sierpniu 1935 roku, w następnym miesiącu „Crusader” został wysłany wraz z resztą swojej flotylli by wzmocnić Mediterranean Fleet. Od października 1935 do marca 1936 roku był przydzielony na Morze Czerwone, by monitorować włoskie siły. Po powrocie w kwietniu 1936 roku na Wyspy Brytyjskie niszczyciel przeszedł remont w Portsmouth od 27 kwietnia do 30 maja. Na początku hiszpańskiej wojny domowej, w sierpniu i wrześniu 1936 roku, okręt ewakuował brytyjskich obywateli z hiszpańskich portów Zatoki Biskajskiej. „Crusader” był przydzielony jako okręt ratowniczy przy lotniskowiec HMS „Courageous” od stycznia 1937 do marca 1938 roku (poza krótkim remontem pomiędzy 30 marca a 27 kwietnia 1937 roku). Okręt rozpoczął 28 kwietnia 1938 roku większy remont w Sheerness, którego celem było doprowadzenie okrętu do standardów kanadyjskich (np. instalacja ASDIC-a Type 124).

### Pod banderą kanadyjską
Niszczyciel został zakupiony przez kanadyjską marynarkę wojenną za kwotę 817 500 dolarów kanadyjskich i wszedł do służby 15 czerwca jako „Ottawa” (podobnie jak w przypadku większości zakupionych przez Kanadę niszczycieli nazwa odnosiła się do rzeki – Ottawa – stąd też w nomenklaturze kanadyjskiej nazywane były one typem River). Okręt został przydzielony na obszar pacyficznego wybrzeża Kanady i dotarł do bazy Esquimalt 7 listopada 1938 roku. Pozostawał na tym obszarze do 1939 roku. 15 listopada 1939 roku otrzymał rozkaz przejścia do Halifaksu. Tam eskortował lokalne konwoje, w tym konwój przewożący do Wielkiej Brytanii 1. Kanadyjską Dywizję Piechoty. W kwietniu 1940 roku zderzył się z holownikiem „Bansurf” i uszkodził rufę – naprawa trwała dwa miesiące.
27 sierpnia 1940 roku „Ottawa” przeszła do Greenock w Szkocji i została przydzielona do 10. Grupy Eskortowej wchodzącej w skład Western Approaches Command. W październiku tylna wyrzutnia torped została wymontowana i na jej miejsce zamontowano dwunastofuntową armatę przeciwlotniczą. W dniach 24–26 września 1940 roku okręt uratował rozbitków z dwóch brytyjskich statków handlowych: 55 z SS „Sulairia”, zatopionego przez U-43 i 60 z pokładu SS „Eurymedon”, zatopionego przez U-29. 7 listopada „Ottawa” pomagała brytyjskiemu niszczycielowi HMS „Harvester” w zatopieniu włoskiego okrętu podwodnego „Comandante Faà di Bruno”. Do połowy listopada niszczyciel został wyposażony w radar Typ 286M. Był to jednak wczesny model radaru, który mógł pracować jedynie w kierunku dziobu i zmiana kierunku była prowadzona przez zmianę kursu okrętu. 23 listopada okręt wyłowił 29 rozbitków z przewożącego zboże statku SS „Bussum”, zatopionego przez U-100.

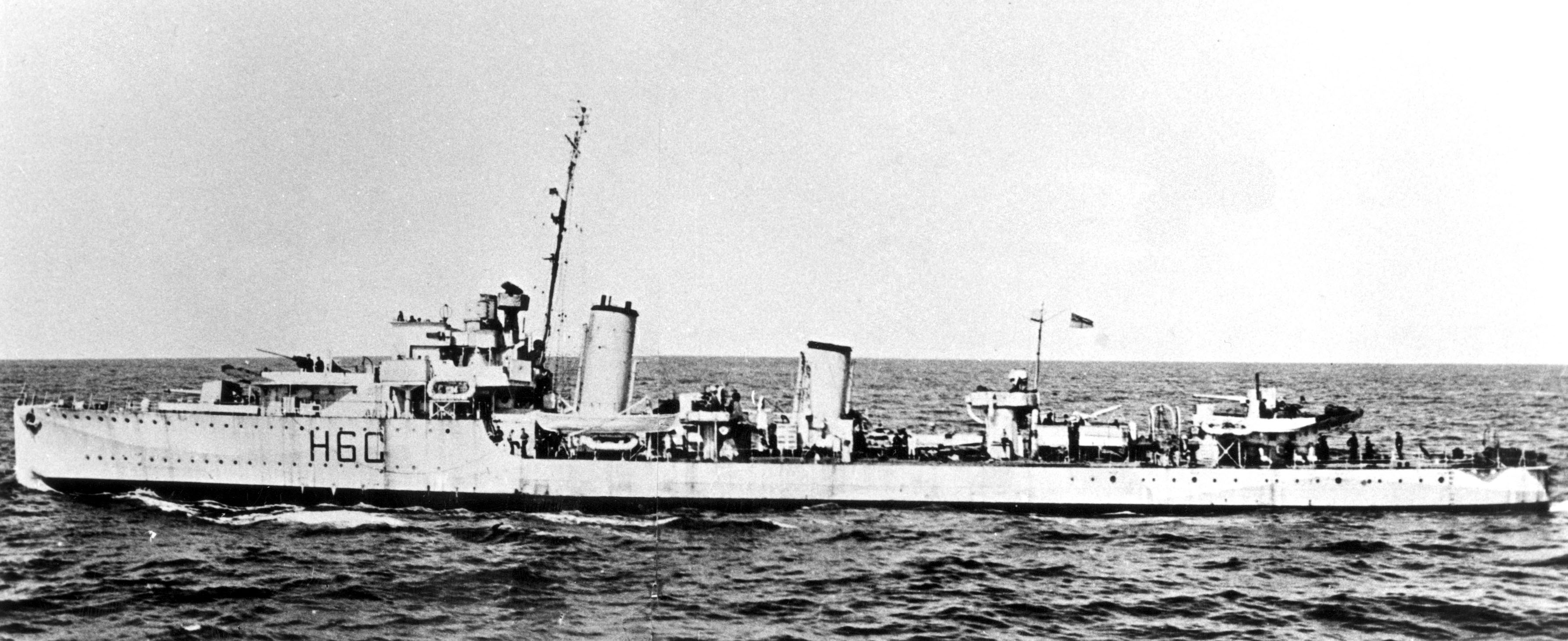
HMCS „Ottawa” z zamontowaną przeciwlotniczą armatą dwunastofuntową i zdemontowaną armatą 'Y'

„Ottawa” wróciła do Kanady w czerwcu 1941 roku i została przydzielona do kanadyjskiej Newfoundland Escort Force, której zadaniem było konwojowanie statków do połowy Atlantyku. Okręt został przeniesiony do Escort Group C4 w maju 1942 roku. 14 września, podczas eskorty konwoju ON-127, 500 mil na wschód od St. John’s „Ottawa” została storpedowana przez U-91. Dziesięć minut później, gdy okręt nie mógł manewrować, został trafiony przez drugą torpedę. Po kolejnych dziesięciu minutach zatonął. Zginęło 114 osób, w tym dowódca – okoliczne jednostki uratowały 69 rozbitków.
Zmiany w uzbrojeniu jednostki podczas wojny nie są w pełni jasne. Dowody fotograficzne pokazują, że zostały dodane cztery Oerlikony, jedna para na platformie reflektorów, druga na skrzydłach mostka, ale „Ottawa” zachowała swoje działa 2-funtowe. Działo 'Y' zostało usunięte, by zwiększyć zapas bomb głębinowych do przynajmniej 60.

## Eskortowane konwoje
| Konwój  | Daty                |
| ------- | ------------------- |
| TC 001  | 10/12/39 – 12/12/39 |
| TC 002  | 22/12/39 – 24/12/39 |
| HXF 015 | 12/01/40 – 13/01/40 |
| HX 016  | 14/01/40 – 15/01/40 |
| TC 003  | 30/01/40 – 01/02/40 |
| HX 021  | 18/02/40 – 19/02/40 |
| HX 028  | 18/03/40 – 19/03/40 |
| HX 029  | 21/03/40 – 22/03/40 |
| HX 031  | 29/03/40 – 30/03/40 |
| HX 033  | 06/04/40 – 07/04/40 |
| HX 034  | 10/04/40 – 11/04/40 |
| HX 052  | 21/06/40 – 22/06/40 |
| HX 053  | 25/06/40 – 26/06/40 |
| HX 054  | 29/06/40 – 30/06/40 |
| HX 055  | 03/07/40 – 04/07/40 |
| HX 056  | 07/07/40 – 08/07/40 |
| HX 059  | 19/07/40 – 20/07/40 |
| HX 060  | 23/07/40 – 24/07/40 |
| HX 061  | 27/07/40 – 28/07/40 |
| HX 062  | 31/07/40 – 02/08/40 |
| HX 063  | 04/08/40 – 06/08/40 |
| HX 066  | 16/08/40 – 17/08/40 |
| TC 007  | 27/08/40 – 04/09/40 |
| SC 003  | 15/09/40 – 18/09/40 |
| OB 217  | 22/09/40 – 25/09/40 |
| WS 003B | 07/10/40 – 12/10/40 |
| SC 011  | 21/11/40 – 26/11/40 |
| TC 009  | 24/02/41 – 26/02/41 |
| SC 025  | 26/03/41 – 29/03/41 |
| SA 1    | 30/04/41 – 03/05/41 |
| HP      | 09/05/41 – 12/05/41 |
| WS 008B | 22/05/41 – 26/05/41 |
| HX 127  | 28/05/41 – 29/05/41 |
| HX 133  | 20/06/41 – 27/06/41 |
| OB 341A | 07/07/41 – 15/07/41 |
| OB 344  | 15/07/41 – 17/07/41 |
| SC 046  | 27/09/41 – 05/10/41 |
| TC 014  | 11/10/41 – 15/10/41 |
| ON 025  | 19/10/41 – 24/10/41 |
| SC 057  | 01/12/41 – 09/12/41 |
| ON 046  | 17/12/41 – 20/12/41 |
| SC 064  | 12/01/42 – 20/01/42 |
| CT 011  | 25/02/42 – 05/03/42 |
| SC 085  | 31/05/42 – 12/06/42 |
| ON 105  | 20/06/42 – 28/06/42 |
| HX 197  | 09/07/42 – 16/07/42 |
| ON 116  | 26/07/42 – 05/08/42 |
| SC 096  | 15/08/42 – 26/08/42 |
| ON 127  | 05/09/42 – 14/09/42 |
| źródło: | link                |